# Neadekvatnyje ljudi
Neadekvatnyje ljudi (russisk: Неадекватные люди) er en russisk spillefilm fra 2010 af Roman Karimov.

## Medvirkende
- Ilja Ljubimov som Vitalij
- Ingrid Olerinskaja som Kristina
- Jevgenij Tsyganov